# Manuel von Portugal

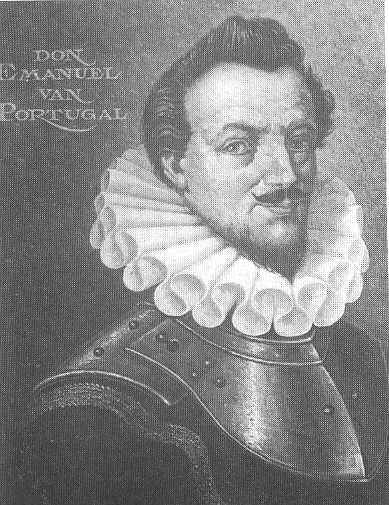
Manuel von Portugal

Manuel von Portugal (* 1568 in Tanger; † 22. Juni 1638 in Brüssel) war ein portugiesisch-niederländischer Adeliger.

## Herkunft
Geboren wurde Manuel von Portugal als Sohn des portugiesischen Thronprätendenten António von Crato und einer „Anna Barbosa“. Wegen seiner religiösen Weihen durfte der Vater nicht heiraten. Nach dem gescheiterten Versuch von 1580, den portugiesischen Thron zu erlangen, lebte António in Frankreich und England. Sein Sohn, Manuel von Portugal, ist in seinem niederländischen Kontext auch als Emanuel (I.) bekannt.

## Familie

### Erste Ehe

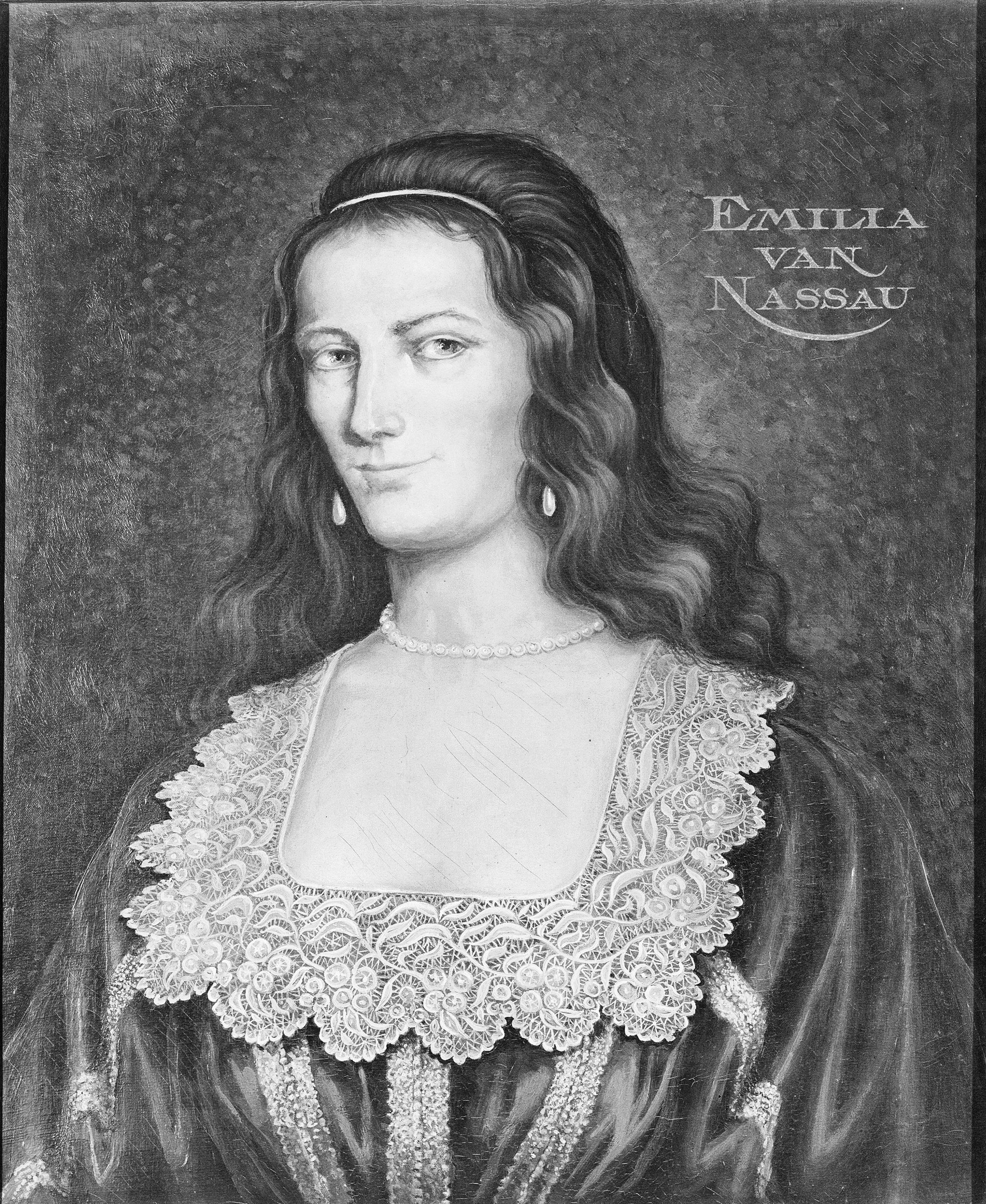
Emilia von Oranien-Nassau

Verheiratet war Manuel von Portugal seit dem 7. November 1597 mit Emilia von Oranien-Nassau (* 1569; † 1629), einer Tochter des Fürsten Wilhelm I. von Oranien-Nassau (* 1533; † 1584) und der Fürstin Anna von Sachsen (* 1544; † 1577). Die Familie der Braut war eine der herausragenden Vertreter des Calvinismus in Europa, der Bräutigam römisch-katholisch. Die Familie leistete also gegen die Ehe Widerstand, was die Verlobten aber nicht davon abhielt, sich heimlich von einem römisch-katholischen Priester trauen zu lassen. Manuel musste daraufhin nach Wesel fliehen. Emilia, zunächst unter Hausarrest, konnte ihm erst im Dezember 1597 folgen.
Aus ihrer Ehe gingen hervor:
- Maria Belgica (* vor dem 12. Oktober 1598[1]; † 28. Juli 1647), verheiratet im Juni 1629 mit Oberst Theodor Croll († 1640 in Venedig [ermordet]), Generalquartiermeister des Herzogs Odoardo I. Farnese von Parma.
- Manuel António (* 24. Februar 1600 in Delft; † 27. Oktober 1666 in Schagen).
- Emilia Louise (* Juni 1603 in Delft; † 29. Oktober 1670), unverheiratet
- Christoph Wilhelm Ludwig (* 1604; † 7. Juli 1660), Militär, 1624 Chef der Garde von Moritz von Oranien, Malteserritter, heiratete Anna Maria von Moutéleone.
- Anna Louise (* vor dem 3. Mai 1605[1]; † 5. April 1669), unverheiratet.
- Juliana Katherina (* ca. 1607; † 22. Juni 1680), unverheiratet
- Eleonora Mauritia (* vor dem 10. Mai 1609[1]; † 25. Juni 1674), heiratete am 4. Juni 1647 in Den Haag den Grafen Georg Friedrich von Nassau-Siegen.
- Sabina Delphica (* 1612; † 20. Juli 1670), unverheiratet.

Aufgrund der Weise, wie die Ehe zustande kam, lebten Manuel und Emilia in den ersten Jahren ihrer Ehe in ständiger Geldnot. Erst 1608 kam es durch Vermittlung von Prinz Philipp Wilhelm von Oranien-Nassau zur Aussöhnung zwischen Manuel und Emilia einerseits und dem Statthalter von Holland, Prinz Moritz von Oranien, andererseits. Sie erhielten eine Rente und Wohnsitze zugewiesen. Das Leben am Hof des Statthalters war aber für die beiden nicht einfach, da Manuel als Katholik gesellschaftlich geschnitten wurde. Er trat daraufhin in geheime Verhandlungen mit den Statthaltern der katholischen Spanischen Niederlande, Infantin Isabella Clara Eugenia und deren Mann, Erzherzog Albrecht VII. von Österreich, die ihm eine höhere Apanage zusicherten, als er sie von den Oraniern erhielt. Als dann nach dem Tod von Prinz Moritz 1625 die Spannungen zu dessen Nachfolger, Prinz Friedrich Heinrich von Oranien-Nassau, zunahmen, begab Manuel sich nach Brüssel. Seine Frau, die den Vater von Isabella, König Philipp II. von Spanien, als die treibende Kraft hinter der Ermordung ihres Vaters sah, konnte sich nicht entschließen, ihm zu folgen, und begab sich mit ihren Töchtern nach Genf, wo sie 1629 verstarb.
Das Schicksal der Töchter der Familie war von einem Skandal überschattet. Die Älteste, Maria Belgica, sollte ursprünglich eigentlich einen Markgrafen von Baden heiraten, brannte aber mit dem dort in Diensten stehenden Oberst Theodor Croll durch, was die Heiratschancen ihrer jüngeren Schwestern in der damaligen Gesellschaft auf Null reduzierte. Lediglich Eleonora Mauritia bildete dabei eine Ausnahme.

### Zweite Ehe
Am 3. April 1630 heiratete Manuel in der Palastkapelle in Brüssel zum zweiten Mal. Die Braut war Luisa de Osorio, eine Hofdame von Isabella, aus altem spanischem Adel. Am Hof der Isabella nahmen beide eine herausragende Stellung ein.
Manuel starb am 22. Juni 1638 in Brüssel, wo er auch beigesetzt wurde. Seine zweite Frau überlebte ihn.